# 包青山
杨卓（1887年—1927年1月4日），字树棠，俄名包青山（俄语：或），又译包清山、包其三、包继三、鲍纪山、蒲基山等，别名科斯嘉（俄语：Костя），曾率中国营参与俄国内战，后为苏奉关系联系人，被张作霖杀害。

## 生平
1887年生于中国，父母双亡，少为孤儿，1895年被俄国一家合唱团从北京带到俄国远东，被俄国将军米哈伊尔·瓦其那则收养。在高加索第比利斯上教会学校，姓名为包青山·康斯坦丁·朱耶维奇，通中、俄、英等语。此后离开瓦其那则，打杂谋生。1904年底被化名为王宦举的人带回中国，认杨姓商人为义父，取名为杨棹。居吉林，娶白孟申后，易名为杨卓。1909年随李家鏊勘画中俄国界。1914年为吉林驻哈尔滨军事调查员。1917年充哈尔滨铁路交涉局华俄诉讼委员，兼铁路警察外交顾问。1918年被吉林督军孟恩远委充哈尔滨中俄日信托公司检查员。
1917年5月，包青山加入布尔什维克。十月革命爆发后，1918年春，在高加索组建中国营，包青山任营长。1918年底，红军撤出弗拉季高加索，中国营承担掩护任务，损失惨重。1919年初中国营转移到阿斯特拉罕，参与平定1919年3月当地的反苏叛乱。1919年5月前往顿河前线。1920年编为高加索劳动军的第十东方国际营。中国营被派往恢复被战争破坏的格罗兹尼的石油设施和铁路。1921年2月中国营返回弗拉季高加索，清剿残余白军武装。包青山到格鲁吉亚，招募一百五十多名华工加入红军。1922年1月，包青山中国营调往顿河畔罗斯托夫维持治安，3月解散。包青山到撒马尔罕担任穆斯林骑兵营长，打击巴斯玛奇运动，获红旗勋章和一只金表。当地报纸对包青山的最后报道是“1923年5月初，包其三接到新的任命”。
1918年12月，“东方第三团”接管日本控制的哈尔滨火车站，杨卓为该团执事官。1919年7月被黑龙江督军孙烈臣委充国防筹备处调查员。1919年9月，俄罗斯远东政府统领谢米诺夫在沈阳会见张作霖，杨卓为谢米诺夫的翻译。1920年1月，杨卓被张作霖委任为东北边防军总司令部参议、呼伦贝尔盟镇守使署外交顾问。1920年底成功处理残余沙俄武装后，被授予五等文虎章。后被张作霖任命为中东铁路少将参事员、大帅府俄事顾问。促成1924年《奉俄协定》。1927年1月3日被捕，次日被枪杀，史称“杨卓事件”。处死原因不明，当时媒体有“叛国通敌”、“暗勾赤俄”、“联络蒋介石”、“参与暗杀张作霖”等说法。

## 死后
杨卓有两个中国妻子（大夫人白孟申、二夫人孙东华）和一个俄国妻子。1921年在俄罗斯弗拉季高加索与巴拉耶娃（俄语：Евгении Макаровне Балаевой）结婚。一个儿子1922年被巴拉耶娃带到哈尔滨，文革中因历史问题不清于1968年自杀，生子杨刚。在苏联有一女儿，有两个外孙女，随包青山定居撒马尔罕，之后移居高尔基市（下诺夫哥罗德）。包青山在苏联的家人知道包青山回到中国，曾多次寻找包青山后代。
2004年，《中国档案报》对比杨卓、包青山史料，认为杨、包是同一人。2005年，中国刑警学院教授赵成文以刑事相貌学鉴定杨、包的历史照片，判定杨、包是同一人。同年，杨卓孙子杨刚与包青山在俄罗斯的外孙女取得联系，2008年3月杨卓后代在拉脱维亚首都里加团聚。杨刚于2009年出版了《家殇：奉俄外交与哈尔滨杨卓事件之谜》。
2005年俄罗斯“记忆”团体和俄罗斯联邦总统档案馆联合公布了一批解密档案，其中“联共（布）中央政治局成员签署的处决名单”列有俄文拼写的“Пау-Ти-Сан”（包其三），注明：包其三，1887年生于中国，联共（布）党员。基辅联合指挥官学校翻译。1925年11月10日被捕，1926年4月19日被苏联人民委员会国家政治保卫总局以“反革命恐怖活动罪”判处死刑，1926年4月23日在尤兹卡娅医院被枪杀，葬于莫斯科。1991年10月18日俄罗斯以《关于政治镇压受害者平反法》予以平反。俄语维基百科仍使用该说法。

## 纪念
1959年，《中国战士同志——“十月革命”里的中国志愿兵》在苏联出版。1961年译为中文出版。1962年增补后以《沿着包其三的足迹》之名再版。
1999年在莫斯科尤兹卡娅医院竖立“政治迫害者”纪念石，纪念牌上刻有“Пау-Ти-Сан”（包其三）等一百多个被平反的被处决者。
俄罗斯圣彼得堡海军博物馆收藏有包青山塑像。
2007年9月，中国黑河建成“黑河旅俄华侨纪念馆”，为杨卓（包青山）塑像。